# Rajd Włoch 1997
Rezultaty Rajdu San Remo (39. Rallye Sanremo - Rallye d'Italia), eliminacji Rajdowych Mistrzostw Świata w 1997 roku, który odbył się w dniach 12-15 października. Była to dwunasta runda czempionatu w tamtym roku. Bazą rajdu było miasto San Remo.

## Wyniki końcowe rajdu
| Msc.                   | Kierowca               | Pilot                  | Samochód                  | Czas                   | Strata                 | Grupa                  | Punkty                 |                        |
| Klasyfikacja generalna | Klasyfikacja generalna | Klasyfikacja generalna | Klasyfikacja generalna    | Klasyfikacja generalna | Klasyfikacja generalna | Klasyfikacja generalna | Klasyfikacja generalna | Klasyfikacja generalna |
| ---------------------- | ---------------------- | ---------------------- | ------------------------- | ---------------------- | ---------------------- | ---------------------- | ---------------------- | ---------------------- |
| 1                      | Colin McRae            | Nicky Grist            | Subaru Impreza WRC        | 4:08.25                | 0.0                    | A8 M                   | 10                     |                        |
| 2.                     | Piero Liatti           | Fabrizia Pons          | Subaru Impreza WRC        | 4:08.31                | +0.06                  | A8 M                   | 6                      |                        |
| 3.                     | Tommi Mäkinen          | Seppo Harjanne         | Mitsubishi Lancer Evo IV  | 4:08.37                | +0.12                  | A8 M                   | 4                      |                        |
| 4.                     | Carlos Sainz           | Luís Moya              | Ford Escort WRC           | 4:08.39                | +0.14                  | A8 M                   | 3                      |                        |
| 5.                     | Freddy Loix            | Sven Smeets            | Toyota Corolla WRC        | 4:09.15                | +0.50                  | A8                     | 2                      |                        |
| 6.                     | Juha Kankkunen         | Juha Repo              | Ford Escort WRC           | 4:09.18                | +0.53                  | A8 M                   | 1                      |                        |
| 7.                     | Andrea Aghini          | Loris Roggia           | Toyota Celica GT-Four     | 4:11.13                | +2.48                  | A8                     |                        |                        |
| 8.                     | Didier Auriol          | Denis Giraudet         | Toyota Corolla WRC        | 4:11.58                | +3.33                  | A8                     |                        |                        |
| 9.                     | Diego Oldrati          | Paolo Lizzi            | Subaru Impreza 555        | 4:17.44                | +9.19                  | A8                     |                        |                        |
| 10.                    | Harri Rovanperä        | Voitto Silander        | Seat Ibiza GTI 16V        | 4:21.57                | +13.32                 | A7 2L                  |                        |                        |
| PWRC                   |                        |                        |                           |                        |                        |                        |                        |                        |
| 1 (14.)                | Mario Stagni           | Enrico Brazzoli        | Mitsubishi Lancer Evo IV  | 4:31:27                | -                      | N4                     |                        |                        |
| 2 (15.)                | Luca Baldini           | Massimo Agostinelli    | Mitsubishi Lancer Evo III | 4:31:55                | +28                    | N4                     |                        |                        |
| 3 (19.)                | Boris Popovič          | Roman Leljak           | Mitsubishi Lancer Evo III | 4:38:21                | +6:54                  | N4                     |                        |                        |
| 2L WRC                 |                        |                        |                           |                        |                        |                        |                        |                        |
| 1 (10.)                | Harri Rovanperä        | Voitto Silander        | Seat Ibiza GTI 16V        | 4:21.57                | -                      | A7 2L                  |                        |                        |
| 2 (12.)                | Corrado Fontana        | Daniele Pelliccioni    | Renault Mégane Maxi       | 4:25:57                | +4:00                  | A7 2L                  |                        |                        |
| 3 (17.)                | Fabio Danti            | Marcello Olivari       | Škoda Felicia Kit Car     | 4:33:14                | +11:17                 | A6 2L                  |                        |                        |

1. ↑  Litera M przy oznaczeniu grupy do której należy samochód oznacza, iż tylko ci kierowcy zdobywali punkty dla swoich zespołów liczonych w klasyfikacji producentów na koniec sezonu.

## Klasyfikacja po 12 rundach
Tabele przedstawiają tylko pięć pierwszych miejsc.

### Kierowcy
| Lp. | Kierowca         | Pkt |
| --- | ---------------- | --- |
| 1   | Tommi Makinen    | 56  |
| 2   | Carlos Sainz     | 47  |
| 3   | Colin McRae      | 42  |
| 4   | Kenneth Eriksson | 28  |
| 5   | Piero Liatti     | 24  |

### Producenci
| Lp. | Producent           | Pkt |
| --- | ------------------- | --- |
| 1   | 555 Subaru WRT      | 94  |
| 2   | Ford Motor Co. Ltd. | 81  |
| 3   | Mitsubishi Ralliart | 73  |